# Over Yet
Over Yet è un singolo della cantante statunitense Hayley Williams, pubblicato il 2 aprile 2020 come secondo estratto dal suo secondo EP Petals for Armor II.

## Video musicale
Il lyric video del brano, pubblicato insieme al singolo, è stato girato da Hayley Williams e Lindsey Byrnes durante i set fotografici per l'album nel corso dell'autunno 2019.

## Tracce
Testi e musiche di Hayley Williams, Joey Howard e Steph Marziano.
1. Over Yet – 3:34

## Formazione
- Hayley Williams – voce, tastiera
- Taylor York – produzione, strumenti aggiuntivi
- Joey Howard – basso
- Steph Marziano – tastiera, programmazione, produzione aggiuntiva
- Aaron Steel – batteria
- Daniel James – produzione aggiuntiva
- Carlos de la Garza – missaggio, ingegneria del suono, produzione aggiuntiva
- Kevin "K-Bo" Boettger – assistenza all'ingegneria del suono
- Michael Craver – assistenza all'ingegneria del suono, assistenza al missaggio
- David Fitzgibbons – assistenza all'ingegneria del suono, assistenza al missaggio
- Michelle Freetly – assistenza all'ingegneria del suono
- Jake Butler – assistenza all'ingegneria del suono
- Dave Cooley – mastering